# 米伦 (瑞士)

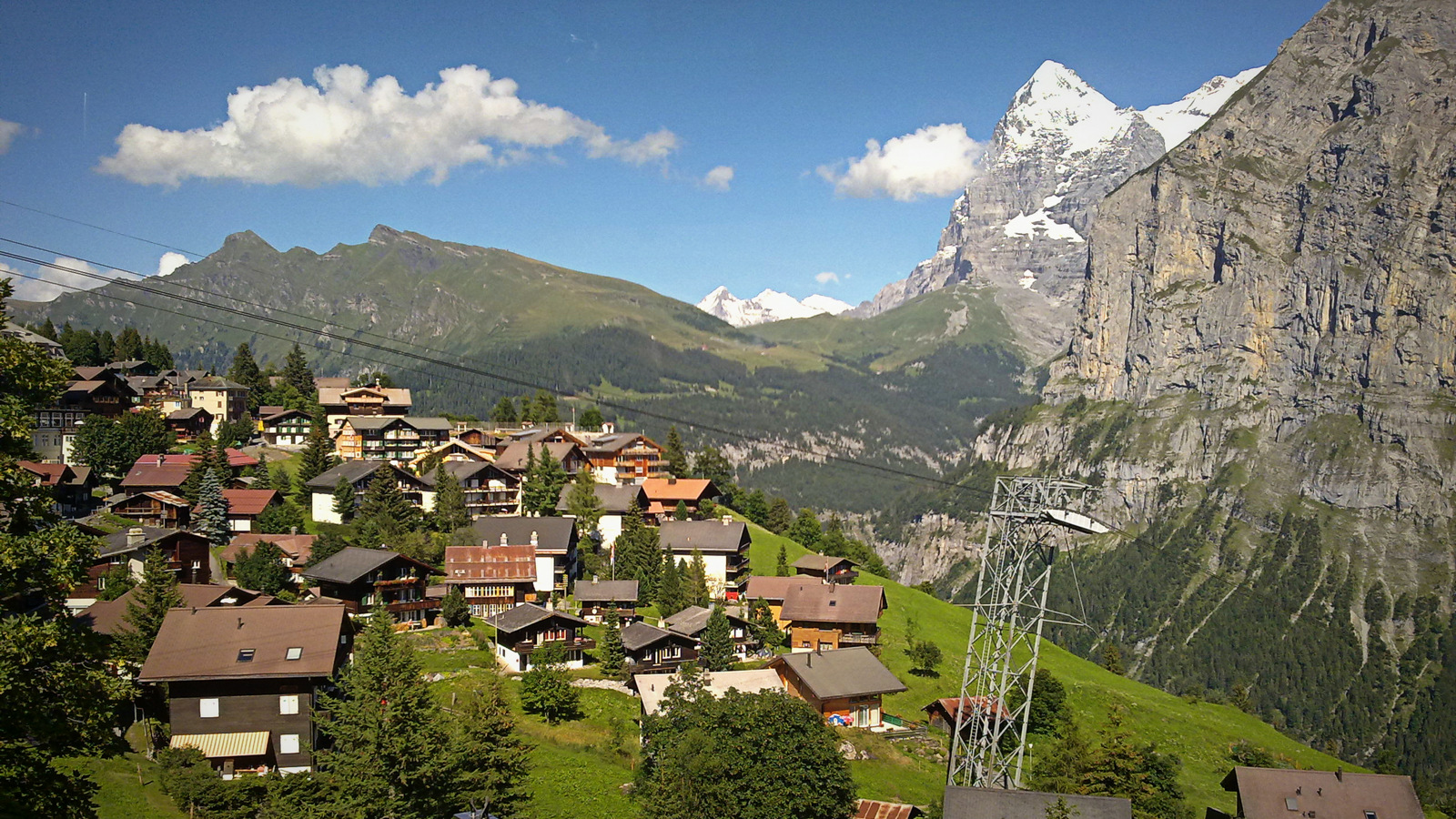
米伦

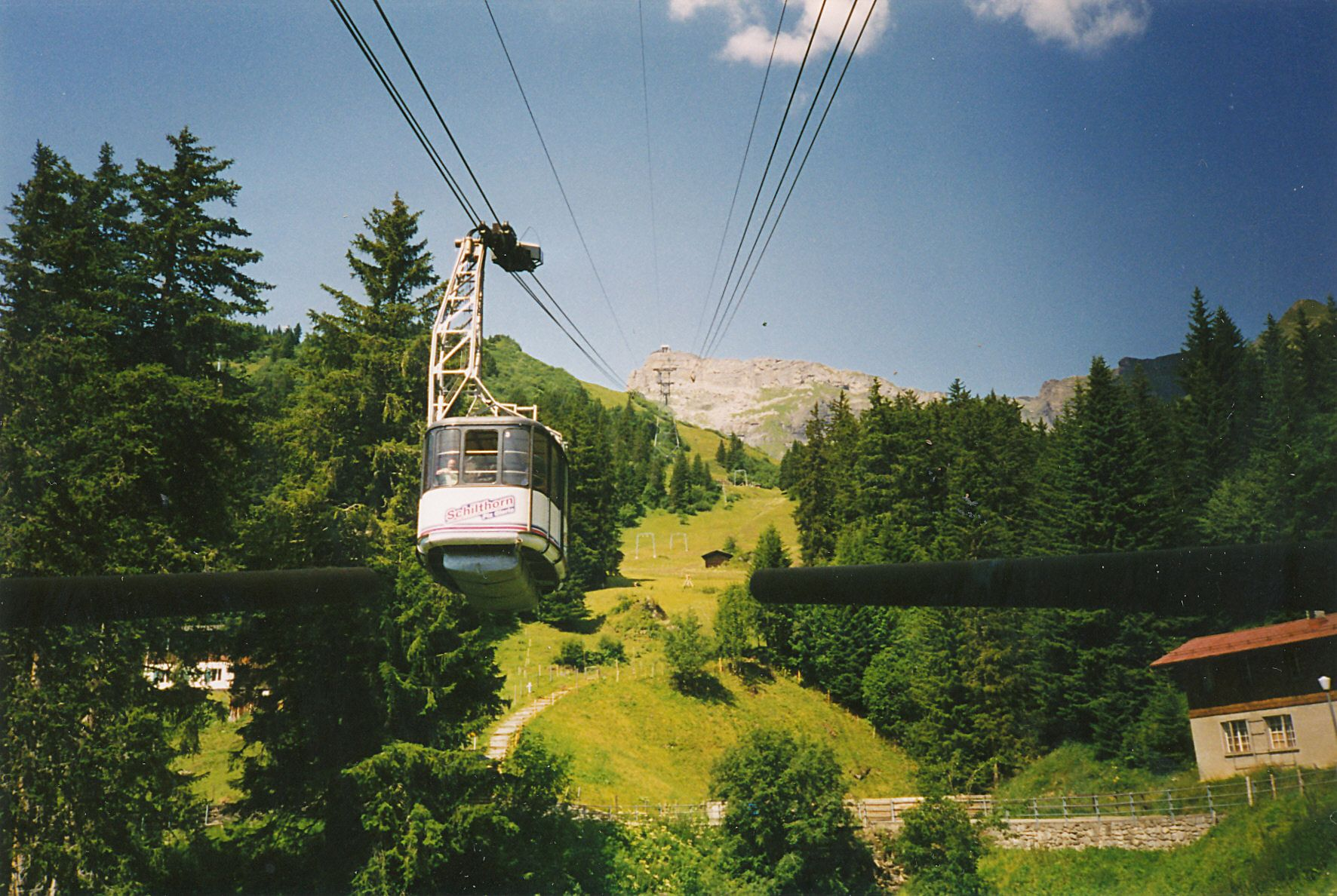
希尔特峰缆车

米伦（德語：Mürren）是瑞士伯尔尼州因特拉肯-上哈斯利区（Interlaken-Oberhasli）劳特布伦嫩镇的一个山村，海拔1,650米，公路无法到达。该村坐拥三座高耸山峰的景色：艾格峰、僧侣峰和少女峰，旅游业在夏季和冬季非常兴盛。米伦有仅有450人口，但拥有2000个酒店的床位。
米伦有自己的学校和两个教堂，分别属于归正会和天主教。

## 交通

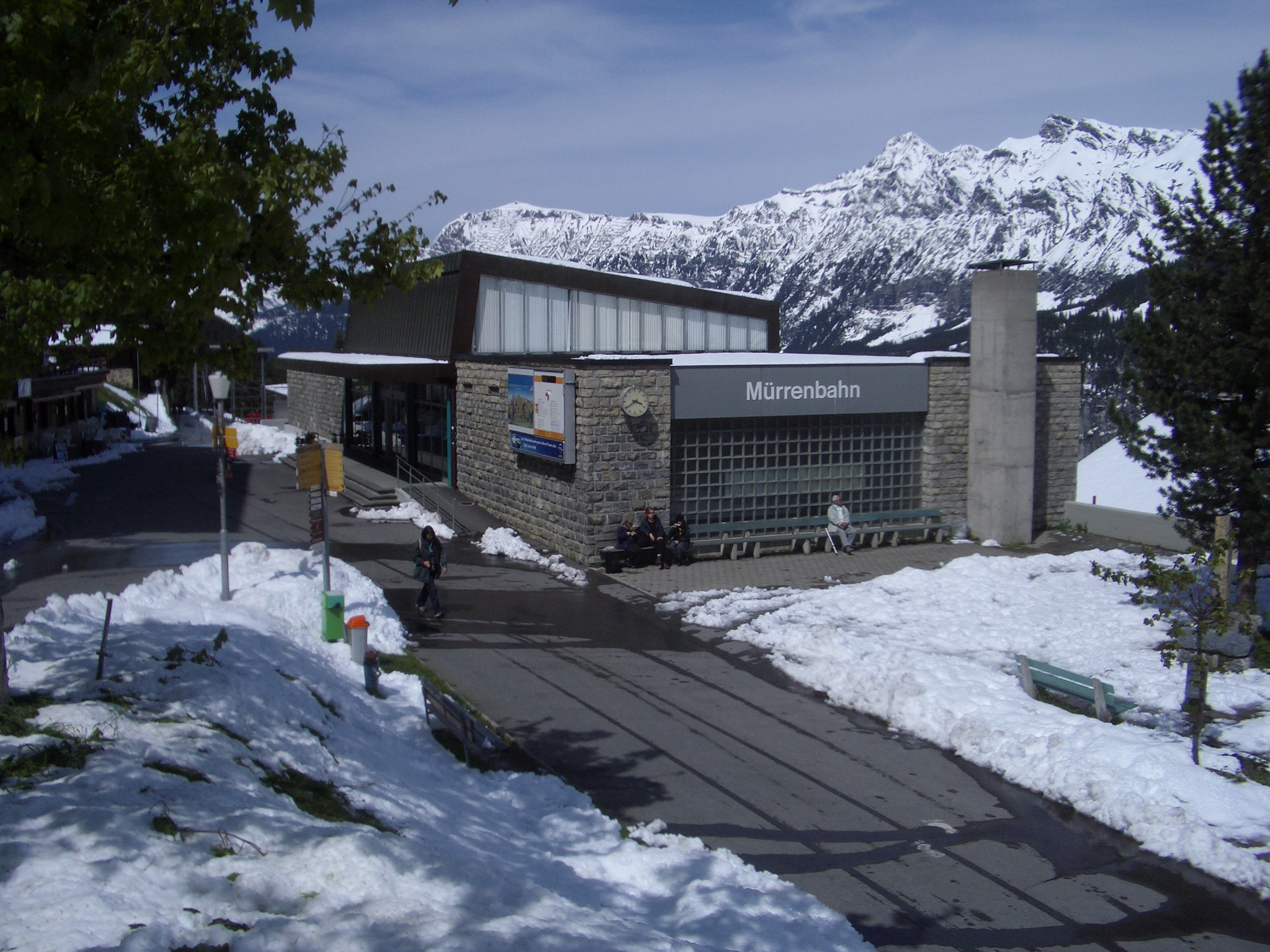
米伦车站

米伦车站是劳特布伦嫩-米伦铁路的终点。而施泰谢尔贝格（Stechelberg）-米伦-希尔特峰缆车（LSMS）可以从米伦下山到吉默尔瓦尔德（Gimmelwald）村和施泰谢尔贝格村，以及上山到希尔特峰峰顶和旋转餐厅Piz Gloria。007系列电影《铁金刚勇破雪山堡》（1969年）在此拍摄。米伦还有上山缆车通往阿尔门德丘（Allmendhubel）。

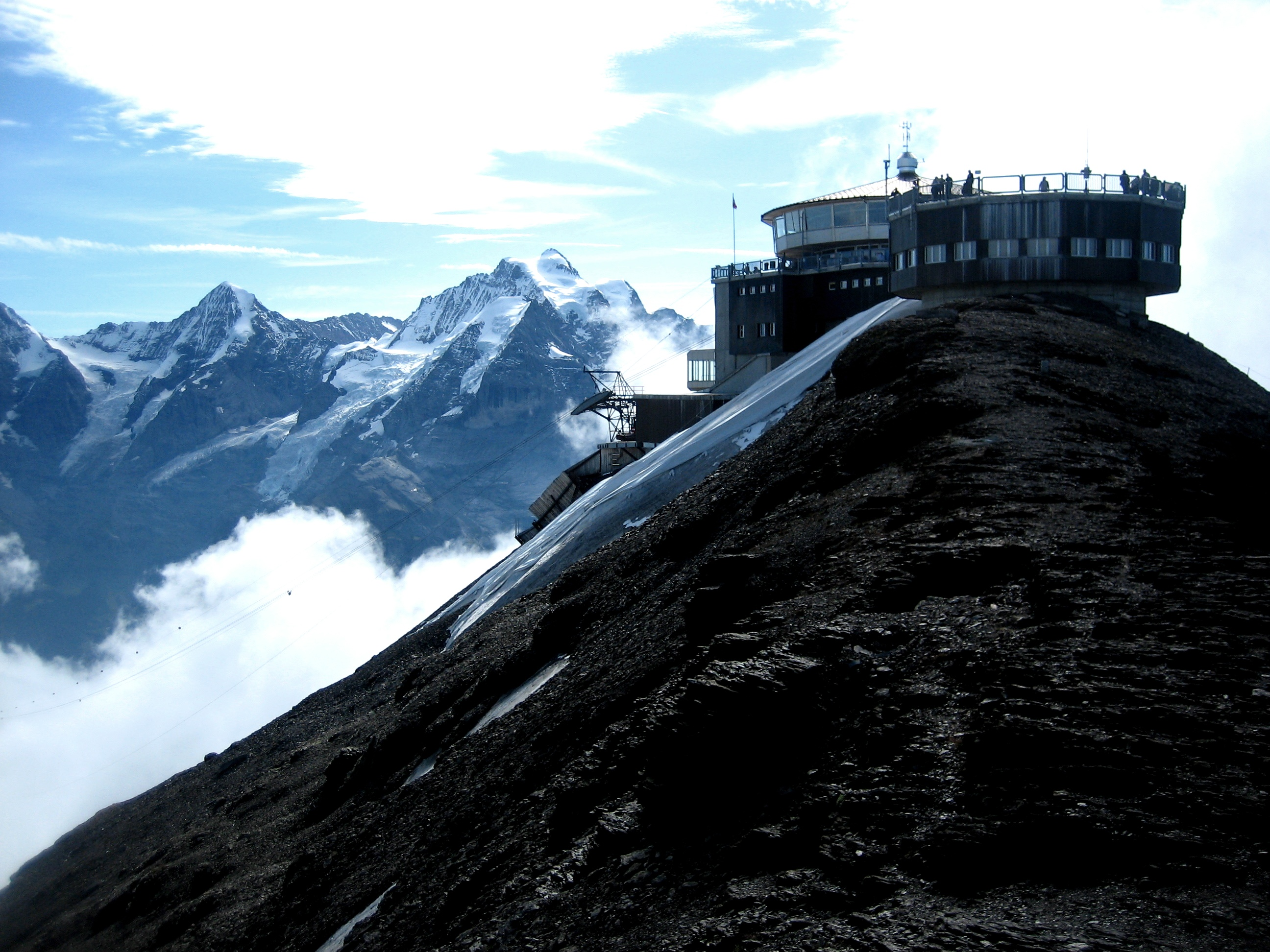
希尔特峰